# Rio Inajá
Rio Inajá är ett vattendrag i Brasilien.   Det ligger i delstaten Pará, i den centrala delen av landet, 800 km norr om huvudstaden Brasília.
I omgivningarna runt Rio Inajá växer i huvudsak städsegrön lövskog. Runt Rio Inajá är det mycket glesbefolkat, med 2 invånare per kvadratkilometer.